# Enrico Ferri (politician)
Enrico Ferri (n. 17 februarie 1942, La Spezia, Liguria, Italia – d. 17 decembrie 2020, Pontremoli, Toscana, Italia) a fost un politician italian, membru al Parlamentului European în perioada 1999 - 2004 din partea Italiei. 